# 公害列島
公害列島（こうがいれっとう）とは日本史において用いられている用語の一つ。これは日本国内の各所において公害が多発すると同時に、これらが社会問題として批判されている状態の日本列島のことを表現する言葉である。この言葉は1970年代の日本において使われるようになった言葉であり、当時には四大公害病などと言われる公害病が多発し、それと共に地域住民からの公害を発生する企業に対する裁判が日本各地で行われていたということが存在する。当時の日本国がこのような状態となってしまった背景には、高度経済成長などと呼ばれる戦後の日本経済の成長という事柄が存在しており、このことから当時の日本国民の生活水準が向上していたからである。その時代の日本国民の間では冷蔵庫やエアコンや自動車などの普及率が飛躍的に向上しており、このために工場での生産や家庭での消費には従来以上にエネルギーを消費するようになり、同時に空気や水や土壌が汚染されてきたということである。